# Liste der Kardinalskreierungen Gregors X.
Papst Gregor X. hat im Verlauf seines Pontifikates (1271–1276) in einem Konsistorium die Kreierung von fünf Kardinälen vorgenommen.

## Konsistorium am 3. Juni 1273
- Pedro Julião, Archiater des Papstes und Erzbischof von Braga – Kardinalbischof von Frascati, dann (15. September 1276) Papst Johannes XXI., † 20. Mai 1277
- Vicedomino de Vicedominis, Neffe des Papstes, Erzbischof von Aix – Kardinalbischof von Palestrina, † 6. September 1276
- Bonaventura, O.F.M., Generalminister der Franziskaner – Kardinalbischof von Albano, † 15. Juli 1274
- Pierre de Tarentaise, O.P., Erzbischof von Lyon – Kardinalbischof von Ostia e Velletri, dann (21. Januar 1276) Papst Innozenz V., † 22. Juni 1276
- Bertrand de Saint-Martin, O.S.B., Erzbischof von Arles – Kardinalbischof von Sabina, † 28. März 1278 (?)